# Апостольский викариат Чако-Парагвайо
Апостольский викариат Чако-Парагвайо (исп. Vicariato Apostólico de Chaco Paraguayo, лат. Apostolicus Vicariatus Ciachensis in Paraquaria Natione) — апостольский викариат Римско-Католической церкви с центром в городе Фуэрте-Олимпо, Парагвай. Апостольский викариат Чако-Парагвайо подчиняется непосредственно Святому Престолу.

## История
11 марта 1948 года Римский папа Пий XII издал буллу «Quo in Paraguayana», которой учредил апостольский викарит Чако-Парагвайо, выделив его из епархии Консепсьона-и-Чако (ныне — епархия Консепсьона).

## Ординарии апостольского викариата
- епископ Анхель Муссолон S.D.B. (11.03.1948 — 6.03.1969)
- епископ Алехо дель Кармен Обеляр Кольман S.D.B. (6.03.1969 — 13.09.1986)
- епископ Сакариас Ортис Ролон, S.D.B. (12.03.1988 — 12.07.2003), назначен епископом Консепсьона
  - Sede Vacante (2003—2006)
- епископ Эдмундо Понсиано Валенсуэла Мельид S.D.B. (13.02.2006 — 8.11.2011), назначен архиепископом-коадъютором Асунсьона
  - Sede Vacante (2011—2013)
- епископ Габриэль Нарсисо Эскобар Айяла S.D.B. (с 18.06.2013)

## Источник
- Annuario Pontificio, Libreria Editrice Vaticana, Città del Vaticano, 2003, ISBN 88-209-7422-3
- Булла Quo in Paraguayana, AAS 40 (1948), стр. 438  (лат.)